# Xylothrips religiosus
Xylothrips religiosus är en skalbaggsart som först beskrevs av Jean Baptiste Boisduval 1835.  Xylothrips religiosus ingår i släktet Xylothrips och familjen kapuschongbaggar. Inga underarter finns listade i Catalogue of Life.

## Bildgalleri

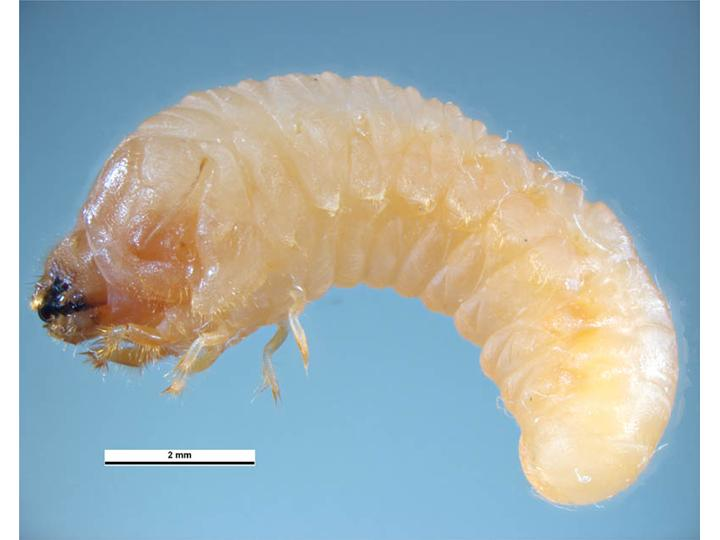
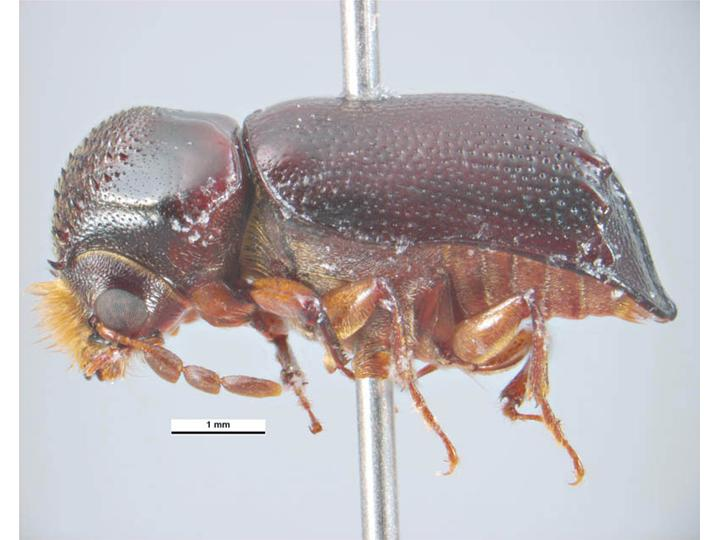